# Tommy Polley
(en) Statistiques sur pro-football-reference
Tommy William Polley (né le 18 janvier 1978 à Baltimore dans le Maryland) est un joueur professionnel américain de football américain qui évoluait au poste de linebacker dans la National Football League (NFL).
Il a joué les Rams de Saint-Louis, les Ravens de Baltimore puis les Saints de La Nouvelle-Orléans. Il était un Top 60 de Basket-ball perspective selon Hoop Scoop[Quoi ?].

## Biographie

### Jeunesse
Tommy Polley est considéré comme un des meilleurs jeunes athlètes du pays lors de sa dernière année à l'école Dunbar High School de Baltimore, qui est considéré comme l'un des principaux producteurs de talent de basket-ball dans le pays. En plus de jouer au basket-ball, il joue également au football américain. Il est nommé joueur de l'année au Maryland par USA Today, après l'enregistrement de 208 tacles, dont 136 en solo, 16 sacks et huit interceptions en tant que senior. Il a également 34 réceptions pour 567 yards et trois touchdowns. Il mène son équipe à un doublé en championnat d'État en tant que junior et senior, et est nommé joueur défensif de l'année à Baltimore durant ces deux années. Il est également considéré comme un des 60 meilleurs prospects de basket-ball et mène les Poets à quatre titres d'état d'affilée avec une moyenne de 20,4 points, de 10,7 rebonds et 8,1 passes décisives par match durant sa dernière année.

### Carrière universitaire
Polley s’inscrit à l'Université d'État de Floride en tant que joueur boursier. Pendant sa carrière avec l'équipe des Seminoles, il réalise 289 tacles (170 en solo) et 7 sacks, en plus de causer 4 fumbles et 2 interceptions. Le leader défensif et capitaine amène les Seminoles vers une autre finale nationale, le Orange Bowl de 2001, mais son équipe perd 13-2 devant les Sooners de l'Oklahoma.

### Carrière professionnelle
Tommy Polley est sélectionné par les Rams de Saint-Louis au deuxième tour (42e choix au total) de la draft 2001 de la NFL. Il termine sa saison comme débutant avec 67 tacles (50 en solo). Polley joue 6 saisons dans la NFL, amassant un total de 304 tacles, dont 224 en solo. Il prend sa retraite en 2007 après une blessure à l'épaule qui le laisse à l'écart pour la plus grande partie de la saison. Après 4 saisons avec les Rams, il termine sa carrière en passant une année avec les Ravens de Baltimore, et sa dernière année avec les Saints de La Nouvelle-Orléans, sans toutefois jouer un match avec ces derniers.

### Après-carrière
Polley est maintenant entraîneur pour les Althoff Catholic Crusaders à Belleville dans l'Illinois, en tant qu'entraîneur de la ligne défensive.